# 兵庫県立鳴尾高等学校
兵庫県立鳴尾高等学校（ひょうごけんりつなるおこうとうがっこう）は、兵庫県西宮市にある県立高等学校。
略称は「鳴高（なるこう）」。西宮市立西宮東高等学校、兵庫県立西宮今津高等学校とともに、地理的な意味で「甲子園に最も近い高校」のひとつである。いる。

## 沿革
1939年（昭和14年）に創立された武庫川高等女学校に対し、鳴尾地域の住民の願いで、男子のために設立された。
- 1943年（昭和18年）4月 - 鳴尾村立鳴尾中学校（旧制）の設立認可される。
- 1946年（昭和21年）4月 - 学制改革で高等学校になる。
- 1950年（昭和25年）4月 - 兵庫県に移管し兵庫県立鳴尾高等学校となる。
- 1951年（昭和26年）4月 - 野球部が第23回選抜高等学校野球大会に出場・準優勝。応援のために隣接する甲子園阪神パークから象を連れ出してグラウンド内に入場させた[1][2]。
- 1952年（昭和27年）4月 - 野球部が第24回選抜高等学校野球大会に出場・ベスト4。
- 1989年（平成元年）8月 - ワシントン州のジョンロジャーズ高等学校と姉妹校提携。
- 2003年（平成15年）4月 - グローバルインタアクションコースを設置。
- 2003年（平成15年）11月 - 創立60周年記念式典を開催。
- 2011年（平成23年）4月 - グローバルインタアクションコースに代わり、国際文化情報学科を設置。
- 2013年（平成25年）11月 - 創立70周年記念式典を開催開催。
- 2015年（平成27年）4月 - 新たに総合人間類型を普通科に設置。
- 2022年（令和4年）3月 - 新型コロナウイルス感染症の影響により、臨海学舎の廃止が決定される。

## 臨海学舎
本校は公立高校では全国的に見ても数少ない、「臨海学舎」を実施している高校であった。
内容としては毎年1年生が7月下旬に鳥取県岩美町にある海水浴場へと赴き、3日間遠泳を行うというものであった。
この行事の特色としては2年生が助手として1年生の遠泳を支援することや、「エンヤーコーラ」という独特の掛け声を掛けながら遠泳を行うことが挙げられる。
60年続いた伝統的な学校行事であったが、新型コロナウイルス感染症の影響で2020年度から2年連続で中止となり、そして2021年度をもって廃止となった。
臨海学舎は廃止されたものの、2023年度からは代替行事として「ナビたんキャンプ」という登山をメインとした行事が新たに実施されることとなった。

## 著名な卒業生
- 日下隆（元プロ野球選手）
- 鈴木武（元プロ野球選手）
- 山田清三郎（元プロ野球選手）
- 藤尾茂（元プロ野球選手）
- 中田昌宏（元プロ野球選手）
- 上田武司（元プロ野球選手）
- 大石昌義（元プロ野球選手）
- 佐々木恭子（フジテレビアナウンサー）
- 小寺右子（朝日放送テレビアナウンサー）
- 播摩卓士（TBSキャスター）
- 重森孝子（脚本家）
- 風花舞（女優、元宝塚歌劇団月組トップ娘役）
- 堂森勝利（元サッカー選手）
- 稲田康志（サッカー選手）
- 大凪真生（元宝塚歌劇団雪組男役スター）
- 山中絢子（元（初代）恵比寿マスカッツ4期生・元グラビアアイドル）
- 明石昌夫（編曲家）
- 深見東州（新宗教ワールドメイト代表）
- 原ゆたか（児童文学作家）
- 近藤誠一（プロ雀士）
- 佐野菜見（漫画家）
- 福江仙太郎（ラグビー選手）